# ILL BLOCK CORNER MUSIC
ILL BLOCK CORNER MUSIC(イルブロックコーナーミュージック)は三人組の日本のヒップホップユニット。略称は「IBCM(アイビーシーエム)」。GREEDYは3日間限定でリークされたSQUASH SQUADの「冷血(Remix)」をT2K(練マザファッカー)にフィーチャリングという形でリークした。

## メンバー
GREEDY秋田県出身
KHAOS東京都足立区出身
HADES東京都足立区出身

## ディスコグラフィー

### アルバム
- NATURAL BORN（2010年12月）
- NATURAL RE:BORN（2011年4月）

※NATURAL RE:BORNはwebで無料配信